# Contactes transoceànics precolombins

Mapa d'Amèrica que mostra els llocs abans de la cultura de Clovis

Els contactes transoceànics precolombins són les possibles teories relacionades amb visites o interaccions amb les Amèriques o els pobles indígenes d'Amèrica per persones d'Àfrica, Àsia, Europa o Oceania abans del primer viatge de Cristòfor Colom a l'illa de San Salvador el 1492. Aquest contacte és generalment acceptat durant la prehistòria, però són objecte de debat en el període històric.

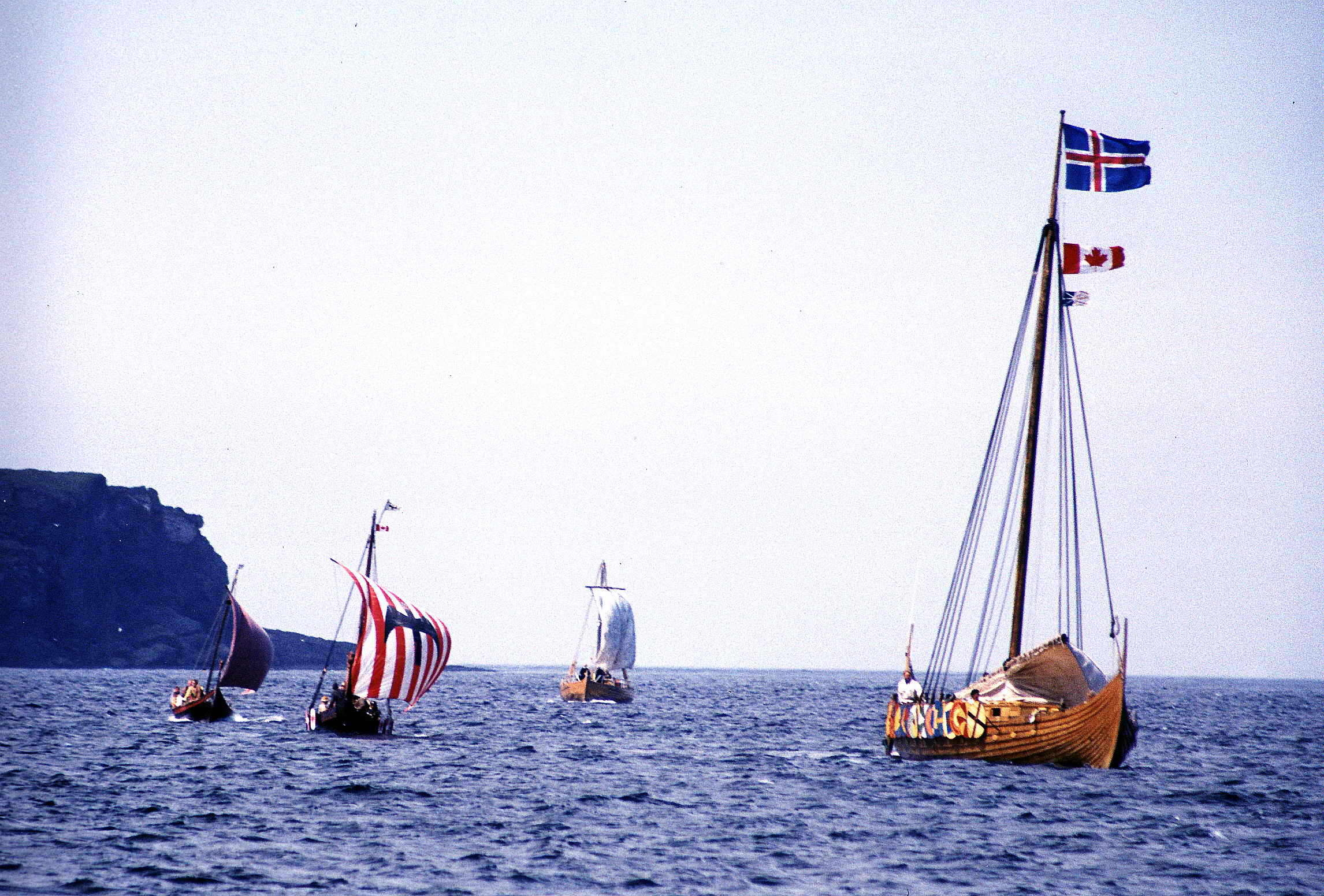
Recreació de l'arribada vikinga a L'Anse aux Meadows

Entre el corrent principal científic i acadèmic s'accepten només dos casos històrics de contacte precolombí. Les exploracions amb èxit que van conduir a l'assentament nòrdic a Groenlàndia i l'assentament de L'Anse aux Meadows a Terranova, uns 500 anys abans de Colom.
Les respostes científiques i acadèmiques a altres reclamacions de contacte precolombí post-prehistòric han variat. Alguns d'aquests contactes són revisats en les fonts per experts. Altres reclamacions de contacte, generalment basades en interpretacions circumstancials i ambigües de troballes arqueològiques, comparacions culturals, comentaris en documents històrics i relats narratius, han estat rebutjades com a ciència marginal o pseudoarqueologia.

## Assentament viking a Amèrica del Nord

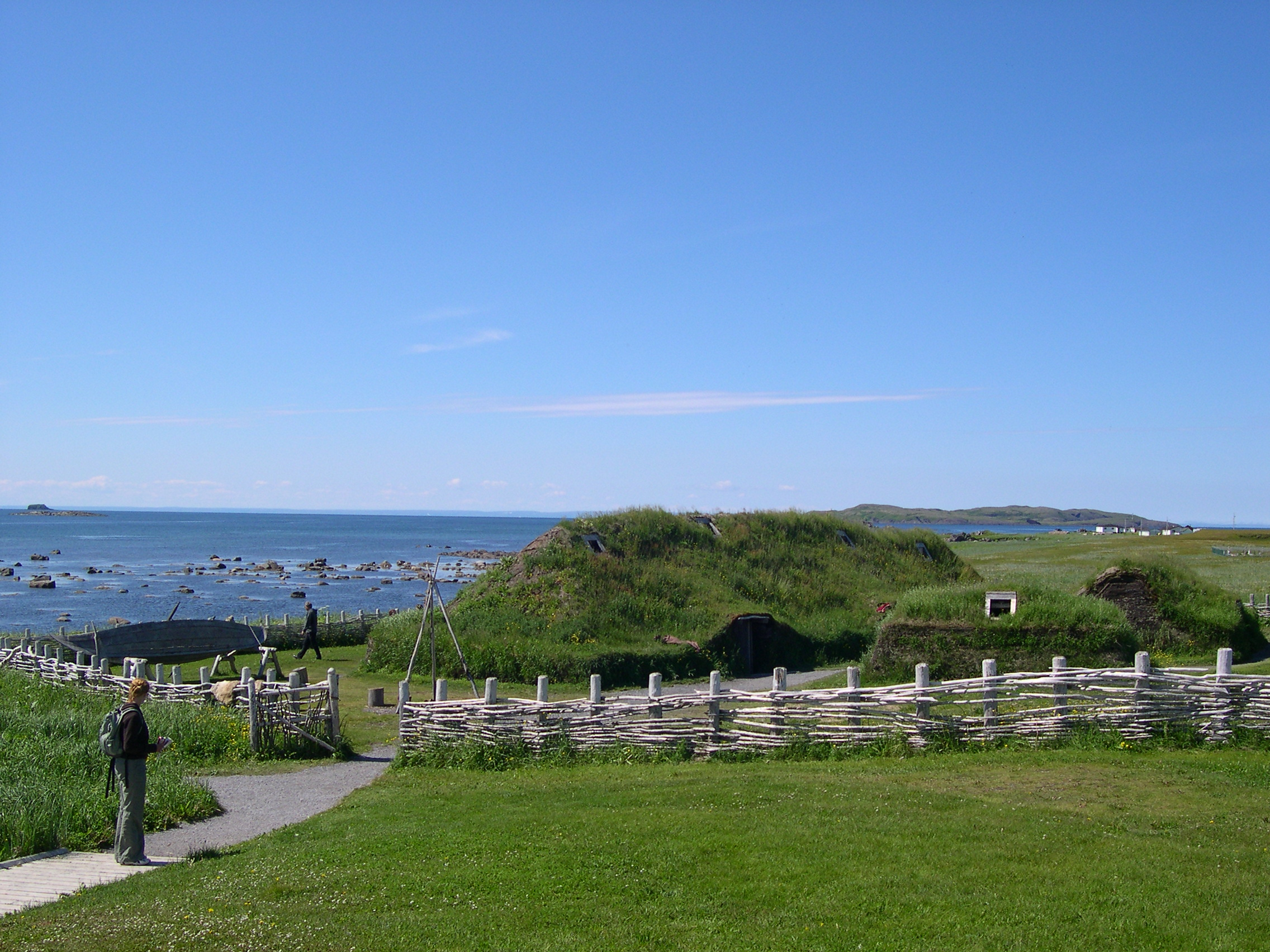
L'Anse aux Meadows

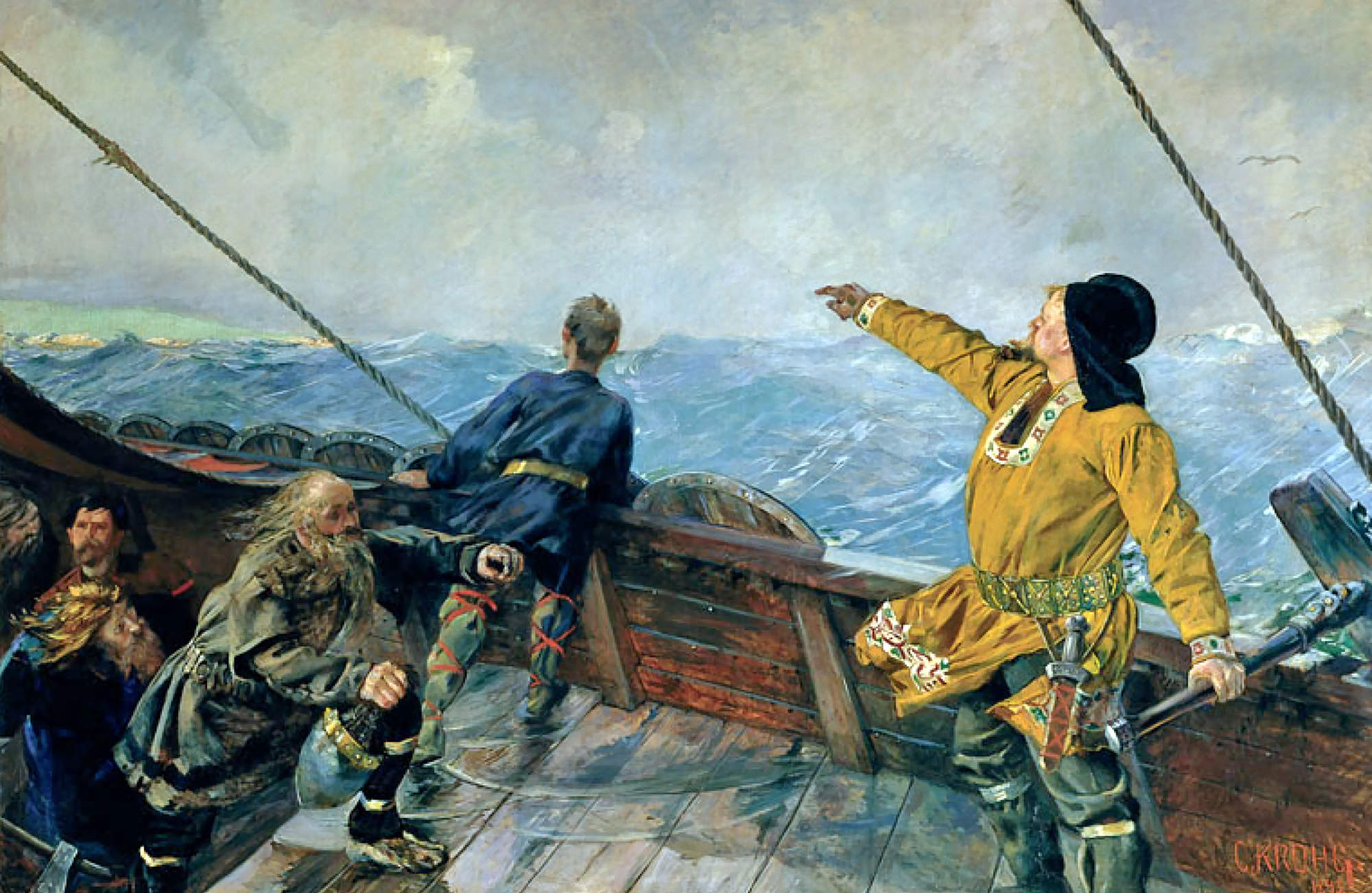
Leiv Eriksson oppdager Amerika ('Leif Erikson descobreix Amèrica') per Christian Krohg (1893)

La colonització d'Amèrica del Nord per part dels vikings és un fet ben documentat arqueològicament i històrica. Ha estat descrita en la tradició literària escandinava, en obres com la Saga d'Eric el Roig i la Saga Grœnlendinga. A Groenlàndia s'establí una colònia a finals del segle x i va perdurar fins a la meitat del segle xv, amb una cort i assemblees (þing) celebrades a Brattahlíð i un bisbat a Garðar. Les restes de la colònia escandinava de L'Anse aux Meadows a Terranova (Canadà) les descobriren el 1961 els exploradors Helge i Anne Ingstad (el radiocarboni data el jaciment el 990–1050). Sovint s'associa la colonització de Terranova amb Vinland, país esmentat en les sagues islandeses. En aquests documents es relata l'epopeia dels colons vikings liderats per Leif Eriksson. D'altra banda, algunes troballes a l'illa de Baffin suggereixen una presència nòrdica en aquesta zona després de l'abandó de L'Anse aux Meadows, encara que també s'ha proposat que aquesta evidència material podria correspondre a la cultura Dorset.

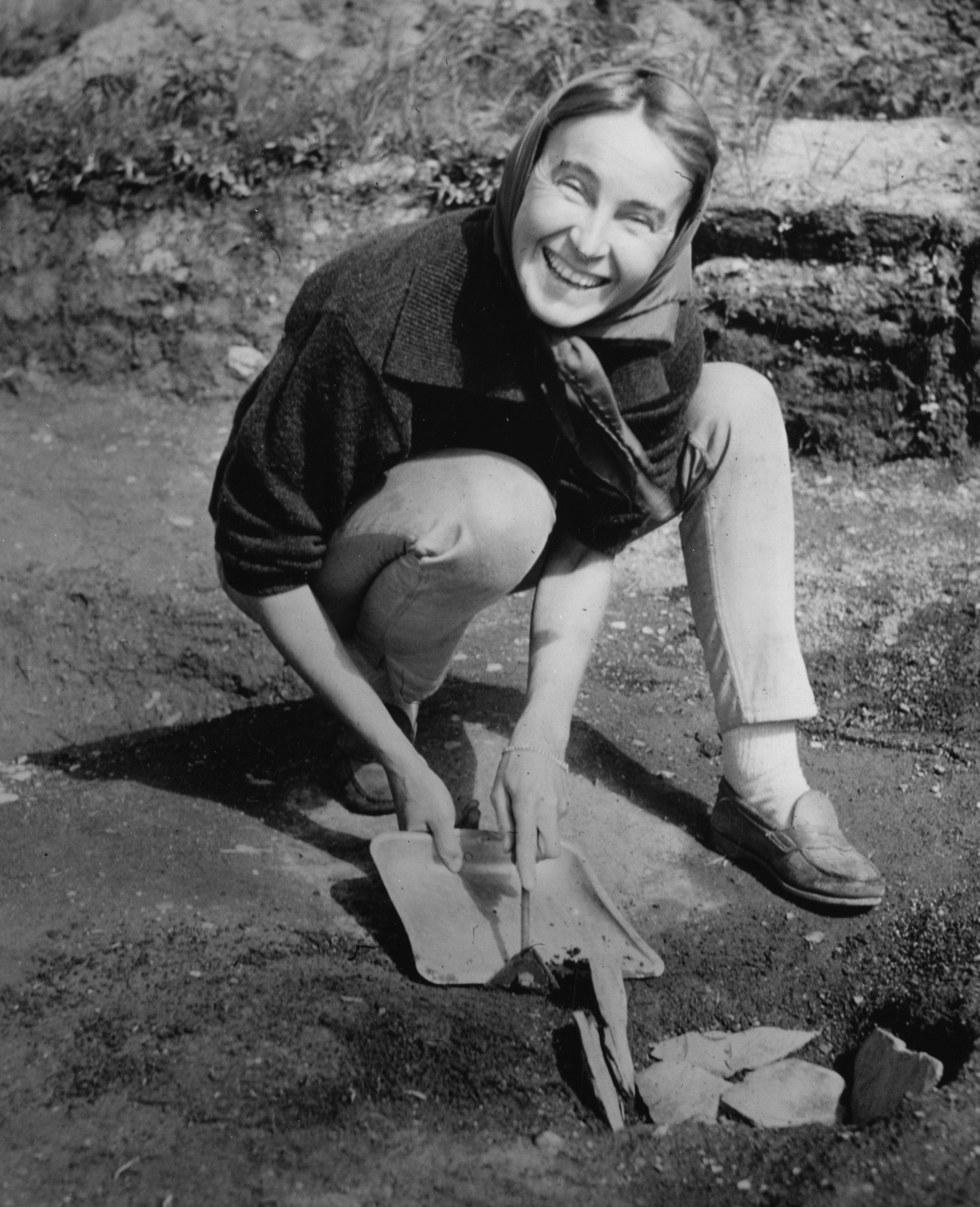
Anne Stine Ingstad examina el forat d'una foguera a L'Anse aux Meadows el 1963

Hi ha poques fonts que descriguin el contacte existent entre els nadius americans i els colons nòrdics, i se'n coneix només l'existent entre els thule, als quals denominaven skræling i nòrdics entre els segles XII o XIII. Les sagues sobre Vinland, escrites segles més tard, descriuen el comerç i els conflictes amb els pobles indígenes. L'evidència arqueològica per al contacte a Groenlàndia és limitada, però sembla indicar que els noruecs no van afectar substancialment les adaptacions indígenes, les seves tecnologies o la seva cultura.
Actualment al voltant de 80 islandesos tenen marcadors genètics d'una dona indígena que va poder haver-se assentat a Islàndia en el segle xi. Per a explicar-ho s'ha formulat la hipòtesi que podria haver estat una dona portada a Europa pels exploradors nòrdics.

## Hipòtesi sobre Polinèsia

### Viatges polinesis a Amèrica

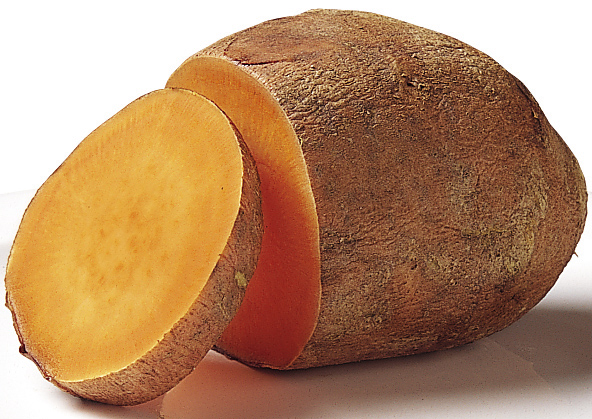
El camote o moniato, originari de Sud-amèrica, és conreat a Polinèsia aproximadament des de l'any 1000

Alguns arqueòlegs han considerat la possibilitat que els polinesis —l'habilitat dels quals com a navegants d'altamar és ben coneguda— hagin arribat a Amèrica abans del viatge de Colom; o bé, segons una hipòtesi peruana, que els sud-americans podrien haver arribat a Polinèsia en l'època precolombina. Aquestes hipòtesis recolzen actualment en el parentiu genètic entre indígenes americans del grup maputxe i els habitants de l'illa de Pasqua, la semblança entre vocables de les llengües malaiopolinèsies i de la zona austral i en diverses troballes materials.
El 2011 un grup de científics publicà una compilació d'articles sobre les troballes que evidencien la presència precolombina de polinesis a Amèrica i les respostes concretes als crítics d'aquesta hipòtesi. No obstant això, aquesta evidència no és acceptada unànimement per la comunitat científica com a vàlida o concloent. S'han recopilat noves evidències per a l'aprovació de la hipòtesi.

#### Afinitat genètica
Una anàlisi del genoma complet de nadius de l'illa de Pasqua ha revelat que tenen un 8% de gens heretats d'indígenes americans maputxes i que la mescla de les dues poblacions degué ocórrer entre els anys 1280 i 1495. La resta del patrimoni genètic dels habitants de Pasqua és polinesi en un 76% i europeu en un 16%. La barreja amb els europeus va tenir lloc, segons l'anàlisi genètica, en la segona meitat del segle xix. L'ADN mitocondrial de dos cranis d'indígenes aimorés del segle xix de Minas Gerais (Brasil) pertany a l'haplogrup B4a1a1a, predominant a Polinèsia, conegut com a polynesian motif, freqüent també en nadius de Melanèsia i Madagascar, però mai trobat abans en indígenes de les Amèriques.

#### Cultiu del moniato a Polinèsia
El moniato o camote (Ipomoeas moniato) és una planta nadiua de Sud-amèrica (Perú) el consum de la qual a Polinèsia és molt comú. Es pensava que els espanyols i portuguesos l'havien introduït en aquella zona després del segle xvi, però els arqueòlegs han trobat restes d'aquesta arrel datades d'abans d'aquesta època. El més antic correspon a les troballes a l'illa Mangaia, a l'arxipèlag de les Cook, datat de l'any 1000 dC. Hi ha dos grans tipus d'explicacions d'aquest fet. La primera correspon a la possibilitat que els ocells hagin portat les llavors del moniato a Polinèsia durant les seves migracions. La segona considera que la introducció del moniato fou obra humana. No hi ha consens sobre aquest tema. L'evidència cultural adduïda en favor de la segona hipòtesi és, d'una banda, la semblança en la denominació del camote en les llengües malaiopolinèsies i les llengües del Pacífic sud-americà. Per al protopolinesi, la denominació d'Ipomoeas moniato ha estat reconstruïda com a kumala. Aquesta veu és similar al nom que l'espècie rep en llengües com el cañari de l'Equador, on es diu kumal. D'altra banda, les embarcacions construïdes a la Polinèsia durant l'època precolombina podien navegar llargues distàncies.
Fins ara, l'explicació més raonable per a la dispersió a Polinèsia de cultius americans com el camote i la carabassa és que van ser navegants polinesis els qui van arribar a Amèrica i van retornar a casa amb ells, des de Rapanui fins a Nova Zelanda.

#### Gallina araucana

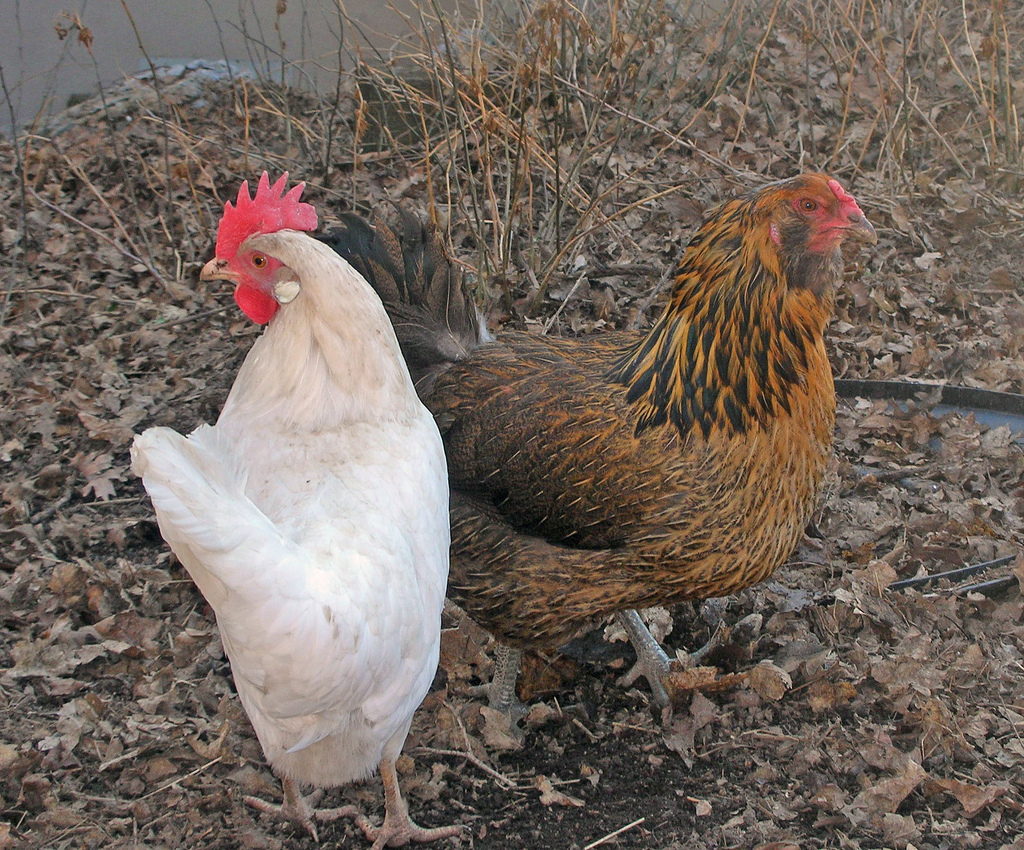
Gallina araucana (dreta) al costat de gallina corrent

Com en el cas del moniato a la Polinèsia, l'origen de la gallina araucana és controvertit. Pel fet que els pollastres s'originaren al sud d'Àsia, es creia que la varietat araucana de Xile l'havien portat els conqueridors espanyols al voltant del 1550. La possibilitat que les gallines es trobessin presents a Amèrica abans del contacte amb els europeus es basava generalment en la documentació etnohistòrica llegada pels europeus, que donaven compte de la criança de gallines d'aquesta subespècie, lligada genèticament a la polinèsica, a les comunitats araucanes.
El 2007, Alicia Storey i els seus col·laboradors van donar a conèixer la troballa de restes de gallines a El Arenal-1, jaciment arqueològic situat a la península d'Arauco (Xile). Aquestes restes es dataren per radiocarboni entre 1304 i 1424 dC, diverses dècades abans que portuguesos i espanyols arribessin a Amèrica del Sud.
Paral·lelament, s'ha distingit a l'illa Mocha, situada a uns 900 quilòmetres al sud-oest de la capital de Santiago, restes de gallines polinèsies i sis cranis amb característiques genètiques d'habitants de Tonga, a la Polinèsia.
L'ADN mitocondrial de les gallines polinèsiques pertany a dos haplogrups:
- L'haplogrup E, que ha estat identificat en restes de gallines trobades a Vanuatu, Tonga i Samoa; aquestes restes estan relacionades amb la cultura lapita.[30] Aquesta regió va ser el centre de l'Imperi Tu'i Tonga, que des del segle x va establir una àmplia xarxa comercial marítima, que va aconseguir la seva màxima expansió entre el segle xiii i el segle xv.[17][31][32]
- L'haplogrup D, les restes del qual han estat trobats a Hawaii i Rapa Nui.[17]

Els ossos de gallina trobats a Xile corresponen únicament a l'haplogrup E, i això planteja un repte per comprendre l'origen de la gallina araucana, tant per la distància com per la temporalitat de la cultura lapita i la datació per radiocarboni de les gallines xilenes. Per a alguns si aquests ocells porten ADN idèntic al de les gallines que es troben a Tonga i Tutuila i van arribar abans del viatge de Colom, aquesta evidència indica clarament un patró d'interacció entre els polinesis i els aborígens xilens. Les gallines haurien pogut arribar a Xile en l'època d'expansió de l'Imperi Tui Tonga. No obstant això, autors com Góngora i els seus col·laboradors van assenyalar en el seu moment que les restes d'El Arenal-1 no poden donar suport a la hipòtesi de l'origen polinèsic de la gallina araucana. Els arguments de Góngora han estat resposts al seu torn per Alicia Storey i el seu equip.

#### Cranis de l'illa Mocha

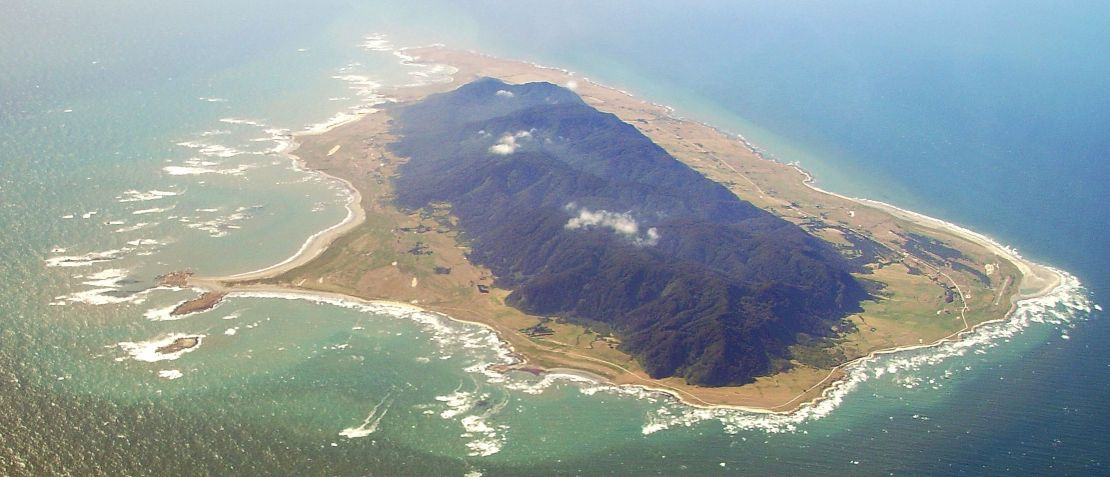
Illa Mocha davant la península d'Arauco, Xile

Altres indicis que provarien l'arribada de polinesis a la península d'Arauco són sis cranis trobats a l'illa Mocha amb la típica forma polinèsia pentagonal i la forma de la mandíbula. Els especialistes arqueològics de Xile postulen que alguns polinesis haurien viscut a l'illa Mocha en temps precolombins. Des de 1903, s'han descrit trets morfològics polinesis en cranis del lloc.

#### Cranis a Tunquén
Algunes evidències de mestissatge entre exploradors polinèsics i dones nadiues del litoral central foren el resultat del rescat arqueològic efectuat a Tunquén, a 44 quilòmetres de Valparaíso (Xile), sota la direcció de l'investigador del Centre d'Estudis Avançats de la Universitat de Playa Amplia, José Miguel Ramírez.

### L'expedició marítima de Túpac Yupanqui
Els cronistes espanyols Pedro Sarmiento de Gamboa, Martín de Murúa i Miguel Cabello Valboa, durant la conquesta, van recollir una sèrie de relats sobre un viatge de l'inca Túpac Yupanqui a illes llunyanes. Segons els relats, estant l'inca a la costa nord (a les Illes Puná), va saber per comerciants nadius que tornaven al lloc, que hi arribaren navegant en barques de vela des d'unes illes molt distants on hi havia riqueses exòtiques, per la qual cosa decidí viatjar ell mateix a comprovar-ho. Ordenà preparar un flota de canoes. Hauria salpat de Tumbes; arribaria a unes illes anomenades Ninachumbi i Auachumbi. A l'illa de Mangareva es narra una llegenda recollida pel viatger F. W. Christian el 1924 sobre un rei Tupa, que hi arribà de l'est en barques amb veles i duia orfebreria, ceràmica i tèxtils i del qual fins avui existeix una dansa.
A l'illa de Pasqua hi ha una construcció, Ahu Vinapu, que ha estat interpretada per Thor Heyerdahl com d'estil inca: 27°10'35.36"S 109°24'22.74"W. (Vegeu: Kon-tiki, expedició.)

### Possibles préstecs lingüístics
Els lingüistes neerlandesos Willem Adelaar i Pieter Muysken —especialistes en llengües autòctones sud-americanes— han suggerit que almenys dos vocables van poder haver estat compartits pels polinesis i nadius d'Amèrica del Sud:
- Un n'és el nom comú d'Ipomoea moniato, ja assenyalat en aquest article. En rapanui es diu kumara; en hawaià, ʻuala i en maori, kumāra. Aquests termes poden estar connectats amb els noms sud-americans per a la mateixa planta com k’umar ~ k’umara (en quítxua i aimarà).
- L'hipotètic segon préstec lingüístic és la paraula per a 'destral de pedra', toki a l'illa Rapa Nui, toki per als maoris, toki en mapudungun. Aquests termes també semblen relacionar-se amb totoki, la paraula yurumangui per a "destral".[49]

D'acord amb Adelaar i Muysken, la similitud de la paraula per a moniato «constitueix una prova pròxima del contacte incidental entre els habitants de la zona andina i el Pacífic Sud», tot i que la paraula per a destral de pedra semblaria menys convincent. Els autors assenyalen que un préstec lingüístic possible entre Polinèsia i Amèrica del Sud es podria deure a contactes esporàdics i no a migracions massives.

### Préstec d'artefactes
Alguns artefactes polinesis es troben en les cultures americanes precolombines, com la clava i la dalca, una canoa d'escorça cosida. Recentment el món acadèmic va acollir, encara que tèbiament, la proposta d'una connexió prehistòrica entre Hawaii i el sud de Califòrnia, a partir de dos elements que serien inequívocament polinèsics: la canoa de taules cosides i els hams composts (Jones & Klar, 2005). Però és un fet important a considerar que, malgrat el grau d'interconnexió cultural al llarg de l'extensa costa d'Amèrica central i sud, no es troben canoes de taules cosides prehistòriques sinó fins a Chiloé (sud de Xile, la dalca), i fins a l'extrem sud dels canals patagons. No hi ha arguments suficients per a sostenir una explicació inequívoca, però la possibilitat d'un contacte polinèsic paral·lel, entre Hawaii i Califòrnia, i entre el centre-sud de Polinèsia i el territori maputxe, resulta almenys factible.

## Suposats contactes amb l'Àsia Oriental

### Suposats contactes amb Alaska
La similitud de cultures dels pobles a través de l'estret de Bering, a Sibèria i Alaska, suggereix viatges humans entre ambdós indrets des que es formà l'estret. Després que els paleoamericans arribessin durant l'edat de Gel i començà el poblament d'Amèrica, una segona onada de pobles d'Àsia anà a Alaska pel 8000 aC. Aquests pobles na-dené, que comparteixen moltes similituds lingüístiques i genètiques que no es troben en altres parts d'Amèrica, poblaren la part més septentrional d'Amèrica i només es troben al sud a Oasiamèrica. Pel 4000 aC els pobles esquimals començarem a arribar a Amèrica des de Sibèria. Les tribus esquimals viuen actualment a Àsia i Amèrica del Nord i hi ha moltes evidències que vivien a Àsia fins i tot en èpoques prehistòriques.
Alguns artefactes de bronze descoberts en una casa de 1.000 anys d'antiguitat a Alaska suggereixen comerç precolombí. El treball del bronze no estava desenvolupat a Alaska aleshores i això suggereix que el bronze procedia de la propera Àsia, possiblement de la Xina, Corea o Rússia. També dins de la casa es van trobar restes d'artefactes d'obsidiana, i aquesta obsidiana prové de la vall del riu Anàdir a Rússia.

### Suposats contactes a l'Equador
Un estudi genètic de 2013 suggereix la possibilitat de contacte entre Equador i Àsia oriental. L'estudi suggereix que el contacte podria haver estat transoceànic o una última etapa de migració costanera que no va deixar empremtes genètiques a Amèrica del Nord. Aquest contacte podria explicar les suposades similituds entre la terrisseria de la cultura Valdivia i la cultura Jōmon d'Àsia nord-oriental.

### Suposats contactes xinesos

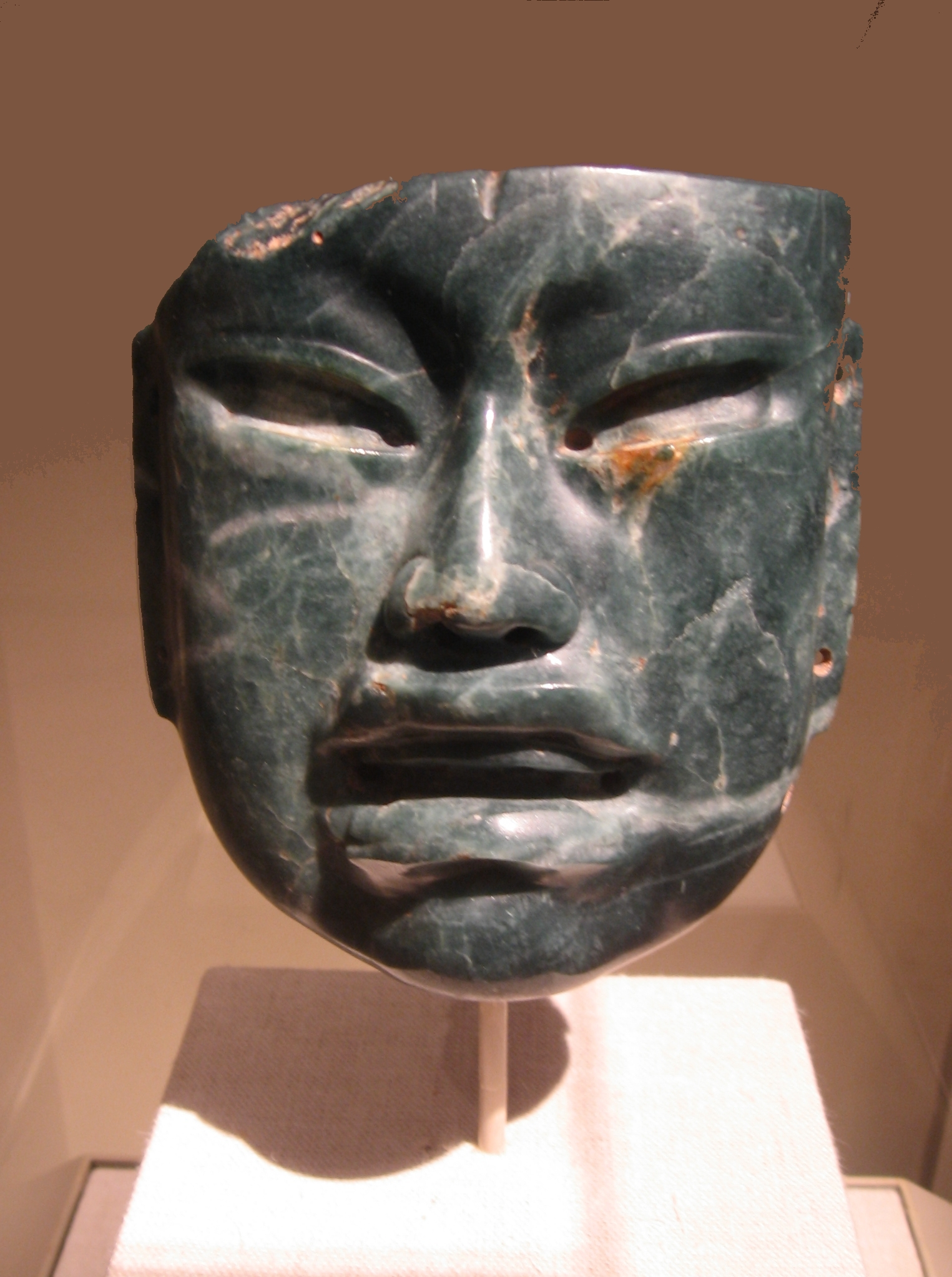
Una màscara de jade olmeca d'Amèrica Central. Gordon Ekholm, que era un eminent arqueòleg i conservador del Museu Americà d'Història Natural, suggerí que l'estil d'art olmeca podria haver estat originat en l'edat de bronze a la Xina

Altres investigadors han argumentat que la civilització olmeca va existir amb l'ajut de refugiats xinesos, sobretot al final de la dinastia Shang. El 1975 Betty Meggers del Smithsonian Institution argumentà que la civilització olmeca s'originà per influències de la dinastia Shang vers el 1200 dC. En un llibre de 1996, Mike Xu, amb ajuda de Chen Hanping, va argumentar que a La Venta (Mèxic) apareixien caràcters xinesos. Aquestes afirmacions no tenen suport del corrent principal d'investigadors de Mesoamèrica.
Altres afirmacions parlen d'uns primers contactes amb Amèrica del Nord.
El 1882 es van identificar artefactes en l'època en què es van descobrir monedes xineses a la Colúmbia Britànica:
| « | En l'estiu de 1882 un minaire va trobar a Defoe (Deorse?) Creek, districte de Cassiar, Colúmbia Britànica, trenta monedes xineses a la sorra aurífera, a vint peus per sota de la superfície. Semblaven estriades, però en agafar-les el minaire es van trencar. La terra que hi havia a sobre i al voltant n'era tan comuna com la del barri. Vaig examinar una d'aquestes monedes a la tenda Chu Chong a Victoria. Ni en metall ni en marques s'assemblava a les monedes modernes, però en les seves figures s'assemblava més a un calendari asteca. Pel que he pogut esbrinar de les marques, és un cicle cronològic xinès de seixanta anys, inventat per l'emperador Huungti, 2637 aC, i distribuït d'aquesta manera per ser recordat pel seu poble | » |

El 1885 també es va descobrir un vas amb discs similars, embolicat en les arrels d'un arbre de fa uns 300 anys. Grant Keddie, conservador del Museu Reial d'Arqueologia de la BC, examinà una fotografia d'una moneda de Cassiar presa en la dècada de 1940 (ara en parador desconegut) i creu que és una còpia del segle xix d'un temple de la dinastia Ming.
Un grup de missioners budistes xinesos dirigits per Hui Shen abans del 500 afirmaren haver visitat un lloc anomenat Fusang. Encara que els cartògrafs xinesos situen aquest territori a la costa asiàtica, altres van suggerir a principis de 1800 que Fusang podria haver estat a Amèrica del Nord a causa de similituds percebudes entre parts de la costa de Califòrnia i Fusang, tal com es mostra en les fonts asiàtiques.
En el seu llibre 1421: The Year China Discovered the World, l'autor britànic Gavin Menzies va fer la controvertida afirmació que la flota de Zheng He havia arribat a Amèrica el 1421. Els historiadors professionals sostenen que Zheng va arribar a la costa oriental d'Àfrica, i van rebutjar la hipòtesi de Menzies com absolutament mancada de proves.
El 1973 i 1975 es van descobrir pedres en forma de rosquilla a la costa de Califòrnia que s'assemblaven a les àncores de pedra utilitzades pels pescadors xinesos. Aquestes (de vegades anomenades pedres Palos Verdes) tenien 1.500 anys d'antiguitat i serien una prova de contacte precolombí per part dels mariners xinesos. Posteriorment es van fer investigacions geològiques a l'esquist de la Formació Monterey, i es creu que els colons xinesos l'usaren al segle xix.
En juny de 2016 la Universitat Purdue publicà el resultat d'una investigació de sis artefactes metàl·lics i de compostos metàl·lics excavats en un context arqueològic prehistòric tardà a Cap Espenberg, a la costa nord de la península de Seward a Alaska. Formà part de l'equip d'investigació Robert J. Speakman, del Centre d'Estudis d'Isòtops Aplicats de la Universitat de Geòrgia, i Victor Mair, de Llengües i Civilitzacions l'Àsia Oriental de la Universitat de Pennsilvània. L'informe és la primera evidència que el metall d'Àsia arribà a l'Amèrica del Nord prehistòrica abans del contacte amb els europeus, i la fluorescència de raigs X identificà dos d'aquests artefactes amb aliatges amb àmplies proporcions industrials d'estany i plom. La presència d'aliatges fosos en un context prehistòric inuit al nord dels Estats Units d'Amèrica es va demostrar per primera vegada i mostra el moviment del metall eurasiàtic per l'estret de Bering a Amèrica del Nord abans del contacte amb els europeus.
| «                                                    | Això no era una sorpresa basada en la història oral i altres troballes arqueològiques, i era només una qüestió de temps que tinguérem un bon exemple de metall d'Euràsia que havia estat comercialitzat […] Creiem que aquests aliatges de fosa es feren en algun lloc d'Euràsia i passaren per l'estret de Bering a pobles ancestrals inuit [sic], també coneguts com a cultura Thule, a Alaska. El metall és disponible localment en parts de l'Àrtida, com a metall nadiu, el coure i ferro meteorític i tel·lúric van ser utilitzats pels antics esquimals per fer eines i a vegades per indicar status. Dos dels elements del Cap Espenberg que es van trobar, una perla i una sivella, són artefactes de bronze amb molt de plom. Tots dos són d'una casa d'un jaciment de l'època prehistòrica tardana, al voltant de 1100 a 1300 dC, abans del contacte europeu, a finals del segle xviii. […] El cinturó també és una troballa sense precedents d'aquest moment. Es va usar com a part de l'arnès d'un cavall que s'hauria utilitzat al nord-centre de la Xina durant els primers sis segles abans de l'era comuna. | » |
| — H. Kory Cooper, Professor Associat d'Antropologia. | |   |

### Suposats contactes japonesos

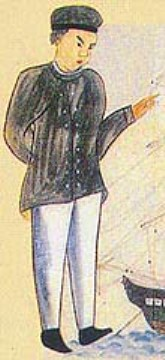
Otokichi, un nàufrag japonès a Amèrica el 1834, dibuixat en 1849

L'arqueòloga Betty Meggers va escriure que la terrissa associada a la cultura Valdivia de la costa d'Ecuador datada del 3000–1500 aC mostrava similituds amb la terrissa produïda durant el període Jōmon al Japó, i argumentava que el contacte entre les dues cultures podria explicar-ne les similituds. Els problemes cronològics i d'altres han portat als arqueòlegs a descartar aquesta idea com a inversemblant. S'ha suggerit que les similituds (que no són completes) es deuen simplement a la quantitat limitada de dissenys possibles quan es fan incisions a l'argila.
L'arqueòloga d'Alaska Nancy Yaw Davis manifesta que els zuni de Nou Mèxic mostraven similituds lingüístiques i culturals amb el poble japonès. La llengua zuni és una llengua aïllada, i Davis sosté que la cultura sembla diferir de la dels altres pobles nadius que els envolten en termes de tipus sanguini, malalties endèmiques i religió. Davis especula que alguns sacerdots budistes o pagesos del Japó podrien haver creuat el Pacífic al segle XIII, viatjarien al sud-oest dels Estats Units, i influenciaren la societat zuni.
En la dècada del 1890 l'advocat i polític James Wickersham va argumentar que el contacte precolombí entre mariners japonesos i nadius amerindis era altament probable, ja que des de començaments del segle XVII a mitjans del segle XIX nombrosos vaixells japonesos van navegar d'Àsia a Amèrica del Nord pel corrent de Kuroshio. Aquests vaixells japonesos arribaren de les Illes Aleutianes al nord de Mèxic: portaren un total de 293 persones en els 23 casos que se'n donaren registres històrics. En la majoria de casos, els mariners japonesos tornaren a casa en naus mercants. El 1834, un vaixell japonès sense timó es va estavellar a prop de Cap Flattery. Tres supervivents del vaixell foren esclavitzats pels makah abans de ser rescatats per membres de la Companyia de la Badia de Hudson. Mai no van poder tornar a la seva pàtria a causa de la política aïllacionista japonesa. Un altre vaixell japonès s'estavellà al voltant de 1850 a prop de la desembocadura del riu Columbia, escriu Wickersham, i els mariners foren assimilats a la població local nadiua americana. Si bé va admetre que no hi havia proves definitives dels contactes precolombins entre japonesos i amerindis, Wickersham va pensar que era inversemblant que aquests contactes haguessin començat només després de l'arribada dels europeus a Amèrica del Nord.

## Suposats contactes amb l'Índia
El 1879, Alexander Cunningham va descriure les talles de la stupa de Bharhut del 200 aC i descrigué algunes fruites detallades com a pomes de sucre (Annona squamosa). No era conscient que els botànics creien que aquesta planta era originària només del continent americà, però d'altres assenyalaren ràpidament la dificultat, i que es creia que la poma de sucre no havia crescut a l'Índia abans del descobriment de la ruta per Vasco da Gama el 1498. Aquest suggeriment no s'ha tingut en compte, però un estudi de 2009 afirma que se n'han trobat restes carbonitzats que daten del 2000 aC i que semblen llavors de pomes de sucre.

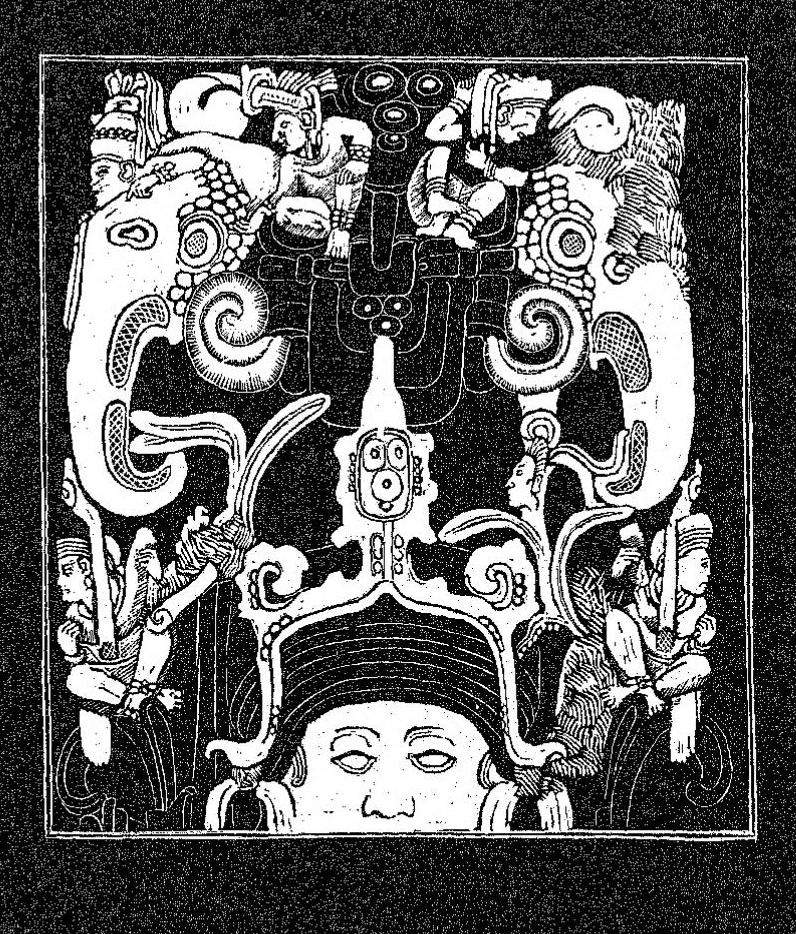
Estela B de Copán destacada per Grafton Smith

Grafton Elliot Smith afirmà que certs detalls de les esteles maies a Copán representaven un elefant asiàtic. Va escriure Elephants and Ethnologists, un llibre sobre el tema el 1924. Els arqueòlegs contemporanis suggereixen que era un tapir i les seves suggestions han estat refusades generalment per recerques posteriors.

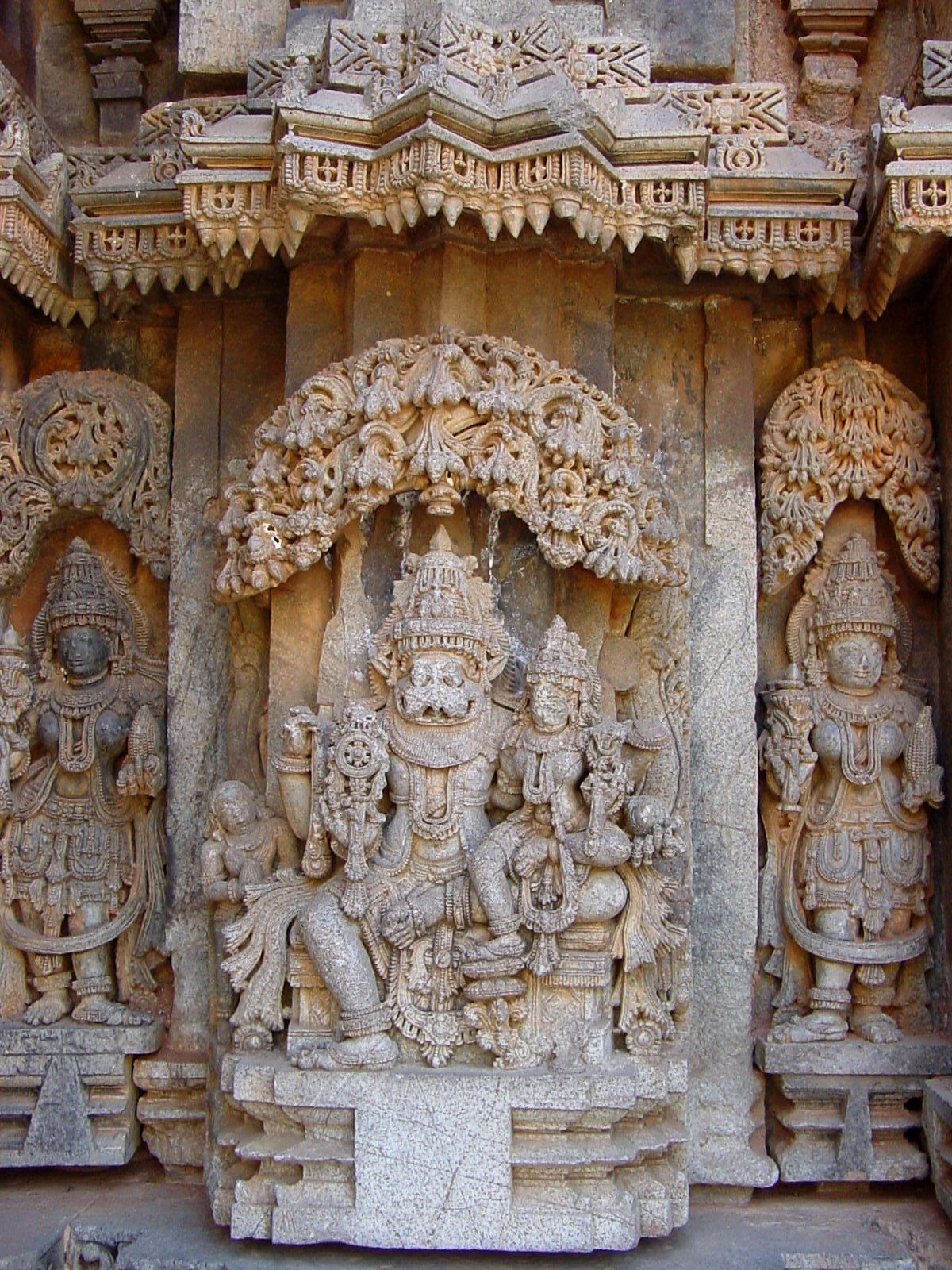
Les figures de Somnathpur als costats contenen objectes semblants a la dacsa a la mà esquerra

Alguns detalls de talles del segle xii a Karnataka que semblen orelles de blat de moro, una collita del Nou món, fou interpretat per Carl Johannessen el 1989 com una evidència de contacte precolombí. Aquestes suggestions foren refusades per nombrosos investigadors hindús sobre moltes línies d'evidències. Hom ha afirmat que l'objecte representa un Muktaphala, una fruita imaginària adornada amb perles.

## Suposats contactes amb Àfrica i Orient Pròxim

### Suposats contactes amb Àfrica

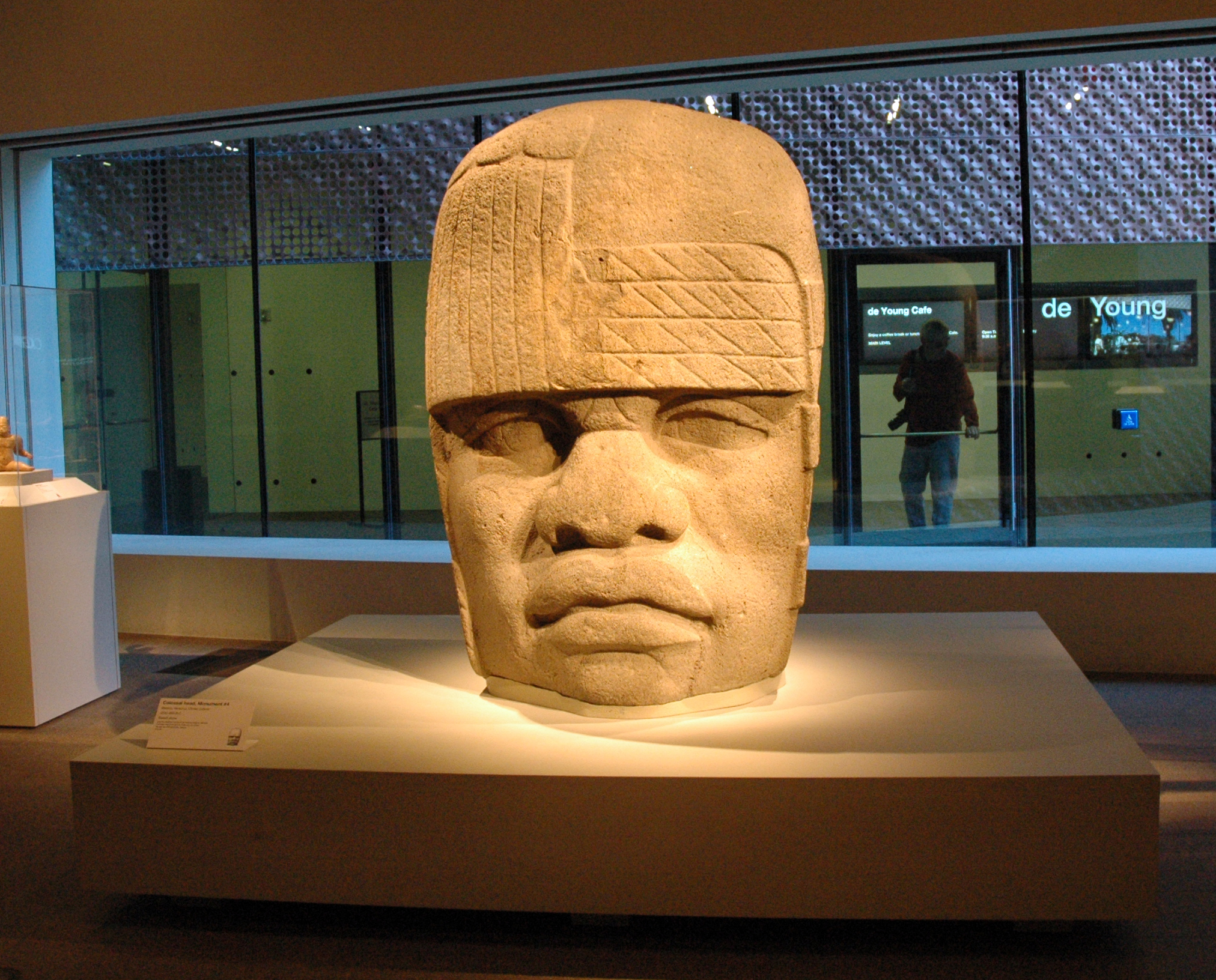
Diversos caps colossals olmeques tenen algunes característiques que alguns difusionistes vinculen amb el contacte africà

Les propostes d'una presència africana a Mesoamèrica provenen dels atributs de la cultura olmeca, les afirmacions de transferència de plantes africanes a les Amèriques, interpretacions dels relats històrics europeus i àrabs i alguns estudis genètics de les poblacions mexicanes.

La cultura olmeca va existir aproximadament entre el 1200 aC i el 400 aC. La idea que els olmeques estigueren relacionats amb els africans fou suggerida per José Melgar, que descobrí el primer cap colossal a Hueyapan (ara Tres Zapotes) el 1862. Més recentment, Ivan Van Sertima ha argumentat que aquests estàtues representen colons o exploradors d'Àfrica, però els seus punts de vista han estat objecte d'una gran crítica acadèmica.
En el llibre de Leo Wiener Africa and the Discovery of America suggereix similituds entre els símbols religiosos mandinka i nadius mesoamericans com la serp amb ales i el disc solar, o Quetzalcoatl, i paraules que tenen arrels mandé i significats similars entre ambdues cultures com "kore", "gadwal", i "qubila" (en àrab) o "kofila" (en mandinka).
Certes fonts nord-americanes descriuen que alguns consideren que el Nou món fou visitat per una flota de Mali el 1311.
Segons el resum del registre de Colom realitzat per Bartolomé de las Casas, el propòsit del tercer viatge de Colom consistia a provar les afirmacions del rei Joan II de Portugal que "s'han trobat canoes semblants a les de la costa de Guinea [Àfrica Occidental] que van navegar cap a l'oest de l'illa d'Hispaniola del Carib, que des del sud i el sud-est havien arribats negres amb llances d'un metall anomenat guanín... de la qual es va trobar que de 32 parts: 18 eren d'or, 6 eren d'argent i 8 de coure." Washington Irving afirma en Life of Columbus, que Colom havia escrit al 1503 quan era a la costa dels Mosquits que "no hi havia or pur als seus ornaments: eren fets de guanín; però els indígenes van assegurar a l'Adelantado que en el seu avenç per la costa, els vaixells aviat arribarien al país on hi havia or en gran abundància."

#### Suposada immigració pre-Clovis des d'Àfrica
La investigadora brasilera Niède Guidon, que dirigí les excavacions dels jaciments de Pedra Furada, va dir que creia que els humans "podrien haver arribat en vaixell no d'Àsia sinó des d'Àfrica", amb un viatge dut a terme feia 100.000 anys. Michael R. Waters, geoarqueòleg de la Universitat de Texas A&M, assenyalà la manca d'evidència genètica en les poblacions modernes per donar suport a l'afirmació de Guidon.

### Suposats contactes amb els àrabs
Els primers relats xinesos d'expedicions musulmanes afirmen que els mariners musulmans arribaren a una regió anomenada Mulan Pi ('pell de magnòlia') (en xinès: 木蘭皮, Mùlán Pí; en Wade-Giles: Mu-lan-p'i). Mulan Pi és esmenat en Lingwai Daida (1178) per Zhou Qufei i en Zhu fan Zhi (1225) per Chao Jukua, designats plegats com a "document Sung". Mulan Pi és identificat normalment com l'Espanya de la dinastia almoràvit, encara que algunes teories marginals sostenen en canvi que és alguna part de les Amèriques.
Un partidari de la interpretació de Mulan Pi com a part de les Amèriques fou l'historiador Hui-lin Li el 1961, i mentre Joseph Needham també era obert a aquesta possibilitat, dubtava que les naus àrabs del moment podrien haver estat capaces de resistir un viatge de retorn en una distància tan llarga per l'oceà Atlàntic, i assenyalen que un viatge de tornada hauria estat impossible sense el coneixement dels vents i els corrents predominants.
Segons l'historiador musulmà Abu-l-Hàssan Alí al-Massudí (871-957), Khaixkhaix ibn Saïd ibn Àswad salpà cap a l'oceà Atlàntic i va descobrir el 889 una terra desconeguda fins aleshores anomenada Ard Majhula (en àrab أرض مجهولة, arḍ majhūla, ‘terra desconeguda’), d'on va tornar amb un carregament de tresors valuosos.

### Suposats contactes amb els antics fenicis
Usant l'or obtingut per l'expansió del comerç africà per la costa d'Àfrica occidental, l'estat fenici de Cartago encunyà estateres d'or el 350 aC seguint un patró, al revers de la moneda, interpretat com un mapa de la Mediterrània a les Amèriques mostrant l'oest a través de l'Atlàntic. Els informes del descobriment de monedes putatives cartagineses a Amèrica del Nord es basen en rèpliques modernes, que podrien haver estat enterrades en jaciments des de Massachusetts a Nebraska per tal de confondre i enganyar la investigació arqueològica.

### Suposats contactes amb els antics jueus

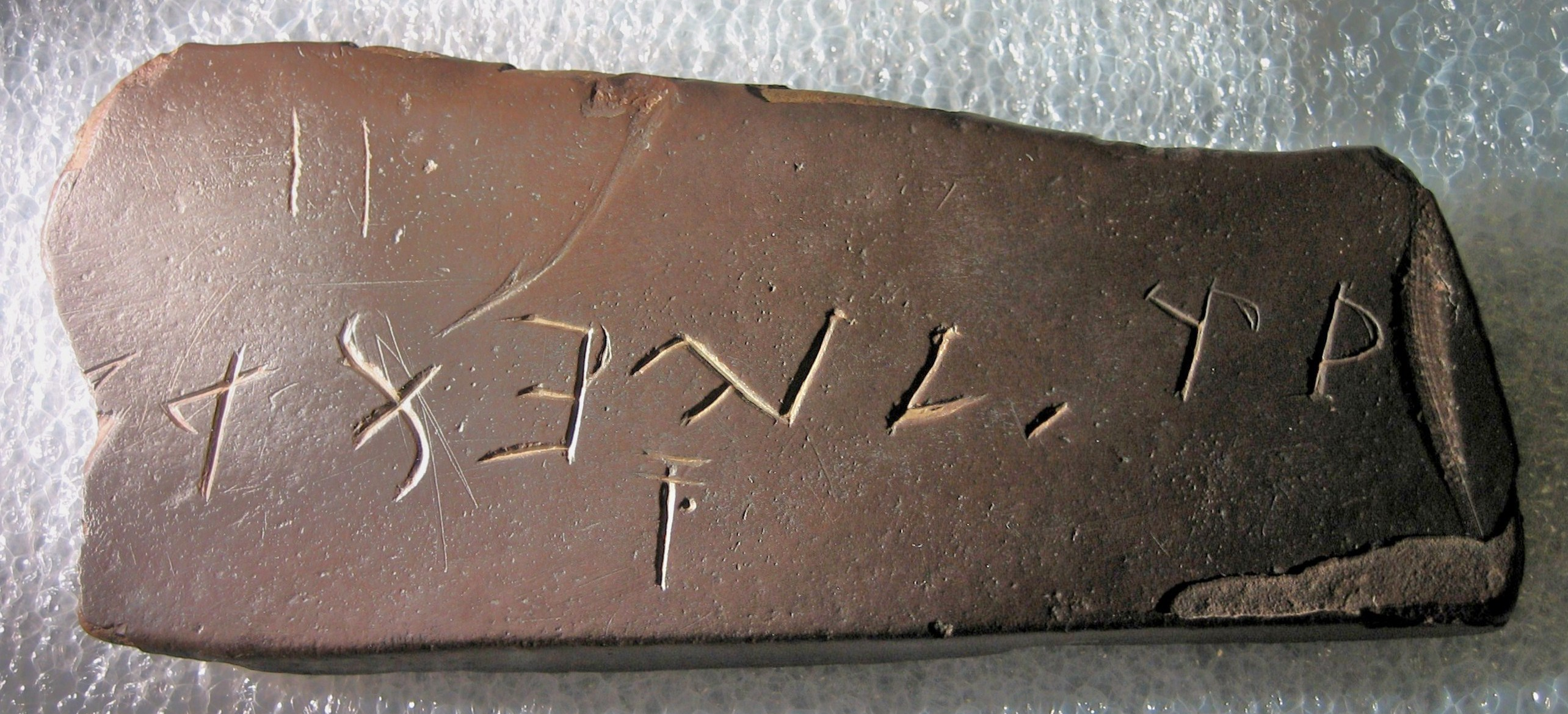
La inscripció de Bat Creek

La inscripció de Bat Creek i el decàleg de pedra de Los Lunas han suggerit d'alguna manera la possibilitat que marins jueus podrien haver vingut a Amèrica després de fugir de l'Imperi Romà en el moment de la revolta jueva.
L'acadèmic Cyrus H. Gordon creia que els fenicis i altres pobles semítics havien creuat l'Atlàntic en l'antigüitat, i arribaren tant a Amèrica del Nord com a Amèrica del Sud. Aquesta opinió es basa en el seu propi treball de la inscripció de Bat Creek. John Philip Cohane expressà algunes idees similars; fins i tot va afirmar que molts noms geogràfics d'Amèrica tenien un origen semític.

## Suposats contactes europeus

### Hipòtesi solutriana

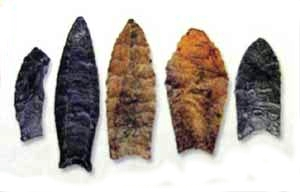
Exemples de puntes Clovis i altres paleoamericanes, marcadores de cultures arqueològiques al nord-est d'Amèrica del Nord

La hipòtesi solutriana argumenta que els europeus emigraren al Nou món durant el Paleolític, entre el 16000 i el 13000 aC. Aquesta hipòtesi proposa un contacte parcialment sobre la base de similituds percebudes entre les eines de pedra del solutrià a l'actual França, Espanya i Portugal (que es va desenvolupar circa el 20000 a 15000 aC), i la cultura Clovis d'Amèrica del Nord, que es desenvolupà al 9000 aC.

### Suposats contactes amb els antics romans
Les evidències de contactes amb les civilitzacions clàssiques, principalment amb l'Imperi Romà, però a vegades també amb altres cultures de l'època, s'han basat en troballes arqueològiques aïllades en jaciments americans originàries del Vell món. La badia de les Gerres al Brasil ha emmagatzemat antigues gerres d'argila que semblen àmfores romanes de fa 150 anys. S'ha proposat que l'origen d'aquestes gerres és un naufragi romà, encara que també s'ha suggerit que podrien ser gerres d'oli espanyoles del segle xv o XVI.
Romeo Hristov argumenta que un vaixell romà, naufragat a les costes americanes, és l'explicació possible de les troballes arqueològiques (com el cap barbut de Tecaxic-Calixtlahuaca) de l'antiga Roma a Amèrica. Hristov reclama que la possibilitat d'aquest esdeveniment ha estat més probable pel descobriment d'evidències de viatges romans a Tenerife i Lanzarote a les Illes Canàries, i un assentament romà (del segle I aC al s. IV) a Lanzarote.

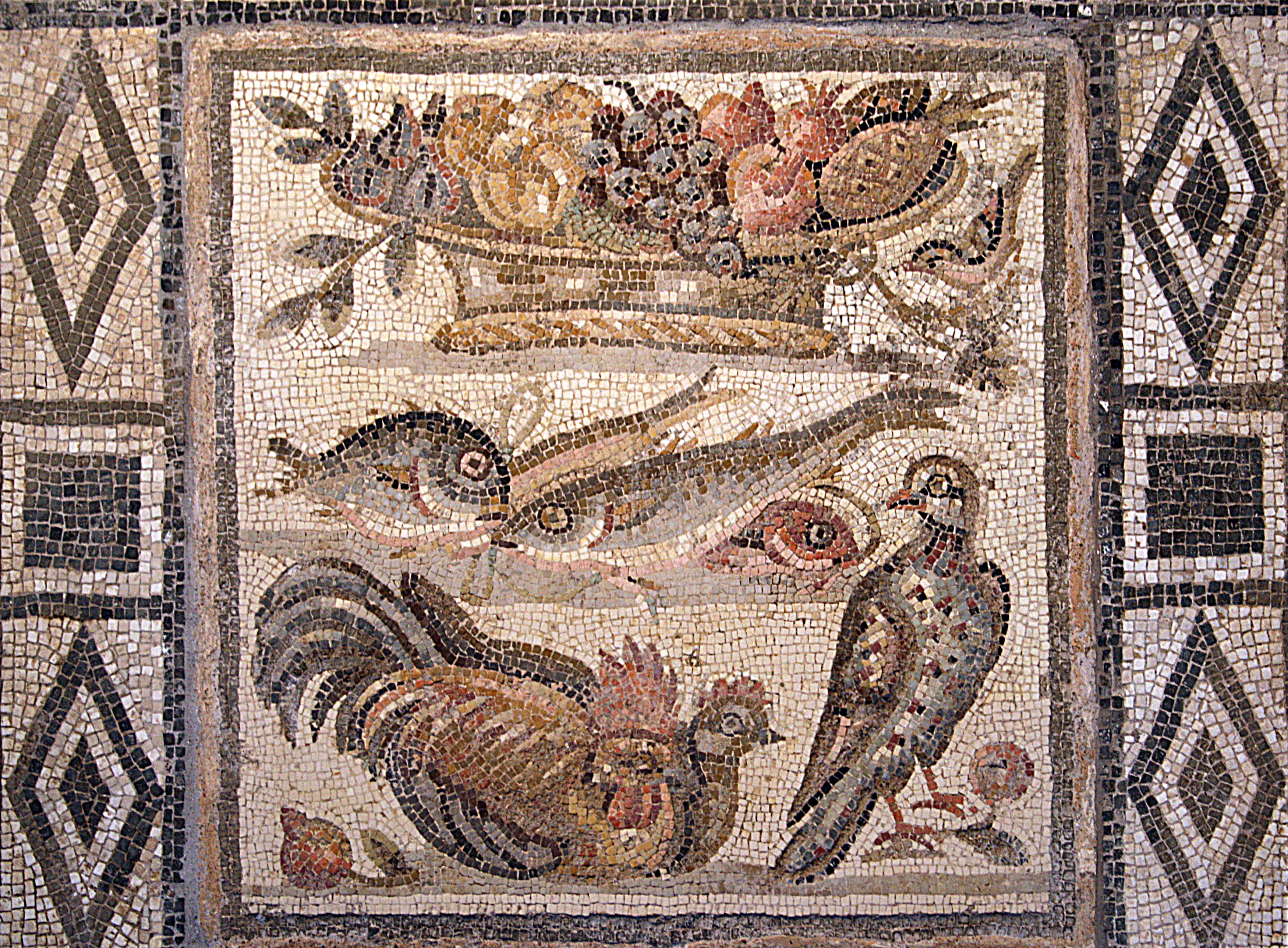
Mosaic de terra que representa una fruita que sembla una pinya. Opus vermiculatum, obra d'art romà de finals del segle I aC

El 1950 el botànic italià Domenico Casella va suggerir que una representació d'una pinya era representada entre les pintures murals de fruites mediterrànies a Pompeia. Segons Wilhelmina Feemster Jashemski, aquesta interpretació ha estat desafiada per altres botànics, que la identificaven com una pinya de pi pinyer, nadiu de l'àrea mediterrània.

#### Cap de Tecaxic-Calixtlahuaca
El cap d'una petita escultura de terracota, amb barba i característiques similars a l'art europeu, es va trobar el 1933 (a la vall de Toluca, a 72 quilòmetres al sud-oest de Ciutat de Mèxic) en una ofrena funerària sota tres plantes intactes d'un edifici precolonial que data d'entre 1476 i 1510. L'artefacte ha estat estudiat per l'autoritat en art romà Bernard Andreae, director emèrit de l'Institut Alemany d'Arqueologia a Roma, i l'antropòleg austríac Robert von Heine-Geldern, i ambdós van afirmar que l'artefacte era compatible amb petites escultures romanes del segle ii. Si és genuïna i si no ha estat dipositada després de 1492 (la ceràmica trobada data d'entre 1476 i 1510) la troballa proporcionaria evidències d'almenys un contacte anterior entre l'Antic i el Nou món.
Segons Michael E. Smith de l'ASU, John Paddock, un destacat erudit sobre Mesoamèrica, solia dir en les seves classes als anys abans de la seva mort que l'artefacte hi fou posat com una broma per Hugo Moedano, un estudiant que originàriament treballà en el jaciment. Tot i parlar amb persones que coneixien el descobridor original (García Payon), i Moedano, Smith diu que és incapaç de confirmar o rebutjar aquesta afirmació. Tot i que segueix sent escèptic, Smith concedeix que no pot descartar la possibilitat que el cap sigui un oferiment funerari genuí postclàssic a Calixtlahuaca.

### Contacte europeu en els segles XIV i XV
Henry I Sinclair, comte d'Orkney i baró feudal de Roslin (c. 1345 – c. 1400) era un noble escocès. És força conegut actualment a causa d'una llegenda moderna que afirma que prengué part en exploracions de Groenlàndia i Amèrica del Nord gairebé 100 anys abans que Cristòfor Colom. El 1784 fou identificat per Johann Reinhold Forster com que podria ser el príncep Zichmni descrit en cartes suposadament escrites al votant de l'any 1400 pels germans Zeno de Venècia, en què descriu un viatge per l'Atlàntic Nord sota el comandament de Zichmni.
Henry era l'avi de William Sinclair, comte de Caithness, constructor de la capella de Rosslyn (vora Edimburg, Escòcia). Els autors Robert Lomas i Christopher Knight creuen que algunes talles de la capella poden ser espigues de blat o dacsa del Nou món. Aquest conreu no era conegut a Europa en l'època de la construcció de la capella, i no hi va ser cultivat fins uns centenars d'anys més tard. Knight i Lomas veien aquestes escultures com evidències que donaven suport a la idea que Henry Sinclair viatjà a Amèrica molt abans que Colom. En el seu llibre discuteixen la trobada amb l'esposa del botànic Adrian Dyer; l'esposa de Dyer els va dir que Dyer pensava que la imatge que semblava blat de moro era exacta. De fet Dyer va trobar només una planta identificable entre les talles botàniques i suggereix que el "blat de moro" i "àloe" eren patrons de fusta estilitzats, i que només per casualitat semblaven les plantes reals. Alguns especialistes en arquitectura medieval interpreten aquestes escultures com representacions estilitzades de blat, maduixes o lliris.

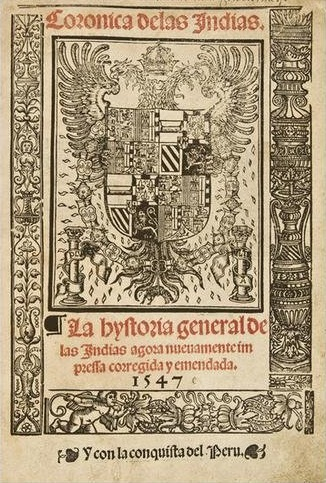
Una edició de 1547 de La historia general de las Indias d'Oviedo

Alguns han conjecturat que Colom fou capaç de persuadir als reis catòlics de Castella i Aragó de donar suport al seu viatge planejat perquè eren conscients d'algun viatge anterior per l'Atlàntic. Alguns suggereixen que el mateix Colom visità Canadà o Groenlàndia abans de 1492; segons Bartolomé de las Casas va escriure que van navegar 100 llegües més enllà d'una illa que anomenà Tule el 1477. Però aquestes dades són incertes. Es creu que pogué visitar Bristol el 1476. Bristol també era el port des del qual John Cabot salpà el 1497, amb tripulació formada per mariners de Bristol. En una carta de finals de 1497 o primers de 1498 el comerciant anglès John Day escrigué a Colom sobre els descobriments de Cabot, dient que la terra trobada per Cabot fou "descoberta en el passat per gent de Bristol que van trobar Brasil com el vostre senyor sap". Hi pot haver registres d'expedicions de Bristol a l'"illa de Brasil" el 1480 i 1481. El comerç entre Bristol i Islàndia és ben documentat des de mitjan segle xv.
Gonzalo Fernández de Oviedo y Valdés va recollir nombroses d'aquestes llegendes en la seva General y natural historia de las Indias de 1526, que inclou informació biogràfica sobre Colom. L'autor analitza la història en aquell moment d'una caravel·la espanyola que es desvià de la ruta mentre tornava a Anglaterra, i acabà en un país estranger poblat per tribus nues. La tripulació va recollir queviures i va tornar a Europa, però el viatge trigà alguns mesos i el capità i la majoria de la tripulació van morir abans d'arribar a terra. El pilot de la nau, anomenat Alonso Sánchez, i uns pocs altres van arribar finalment a Portugal, però estaven molt malalts. Colom era un bon amic del pilot, i se'l va endur per guarir-lo a casa seva. El pilot va descriure la terra que havien vist i la marcà en un mapa abans de morir. La gent de l'època d'Oviedo coneixia aquesta història en moltes versions, però Oviedo la va considerar un mite.
El 1925, Soren Larsen va escriure un llibre en què afirmava que una expedició conjunta danesoportuguesa havia arribat a Terranova o Labrador el 1473 i novament el 1476. Larsen afirma que Didrik Pining i Hans Pothorst hi serviren com a capitans, mentre João Vaz Corte-Real i el possiblement mític John Scolvus ho van fer com a mariners, acompanyats per Álvaro Martins. A part d'evidències circumstancials, no s'ha trobat res que doni suport a les afirmacions de Larsen.

### Llegendes irlandeses i gal·leses

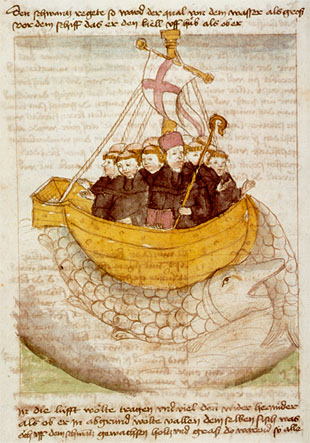
Sant Brandan i la balena. D'un manuscrit del segle XV

La llegenda del monjo irlandès sant Brandan de Conflert implica un viatge fantàstic cap a l'oceà Atlàntic a la recerca del paradís al segle vi. Des del descobriment del Nou món, alguns autors han intentat lligar la llegenda de Brandan amb el primer descobriment d'Amèrica. El 1977, el viatge va ser recreat amb èxit per Tim Severin amb un antic currach irlandès.
Segons un mite britànic, Madoc era un príncep de Gal·les que va explorar les Amèriques ja el 1170. Mentre que la majoria d'estudiosos considera aquesta llegenda falsa, s'utilitzà com a justificació per a les reclamacions britàniques a les Amèriques, basades en la noció d'un britànic que hi arribà abans que les altres nacions europees.
El biòleg i controvertit epígraf afeccionat Barry Fell afirma que s'ha trobat una escriptura ogham gravada en unes pedres a les Virgínies. El lingüista David H. Kelley ha criticat alguns dels treballs de Fell, però afirma que s'han trobat genuïnes inscripcions celtes ogham a Amèrica. No obstant això, altres han plantejat seriosos dubtes sobre aquestes afirmacions.

## Suposats viatges transoceànics originats al Nou món

### Suposada presència de coca i tabac a Egipte

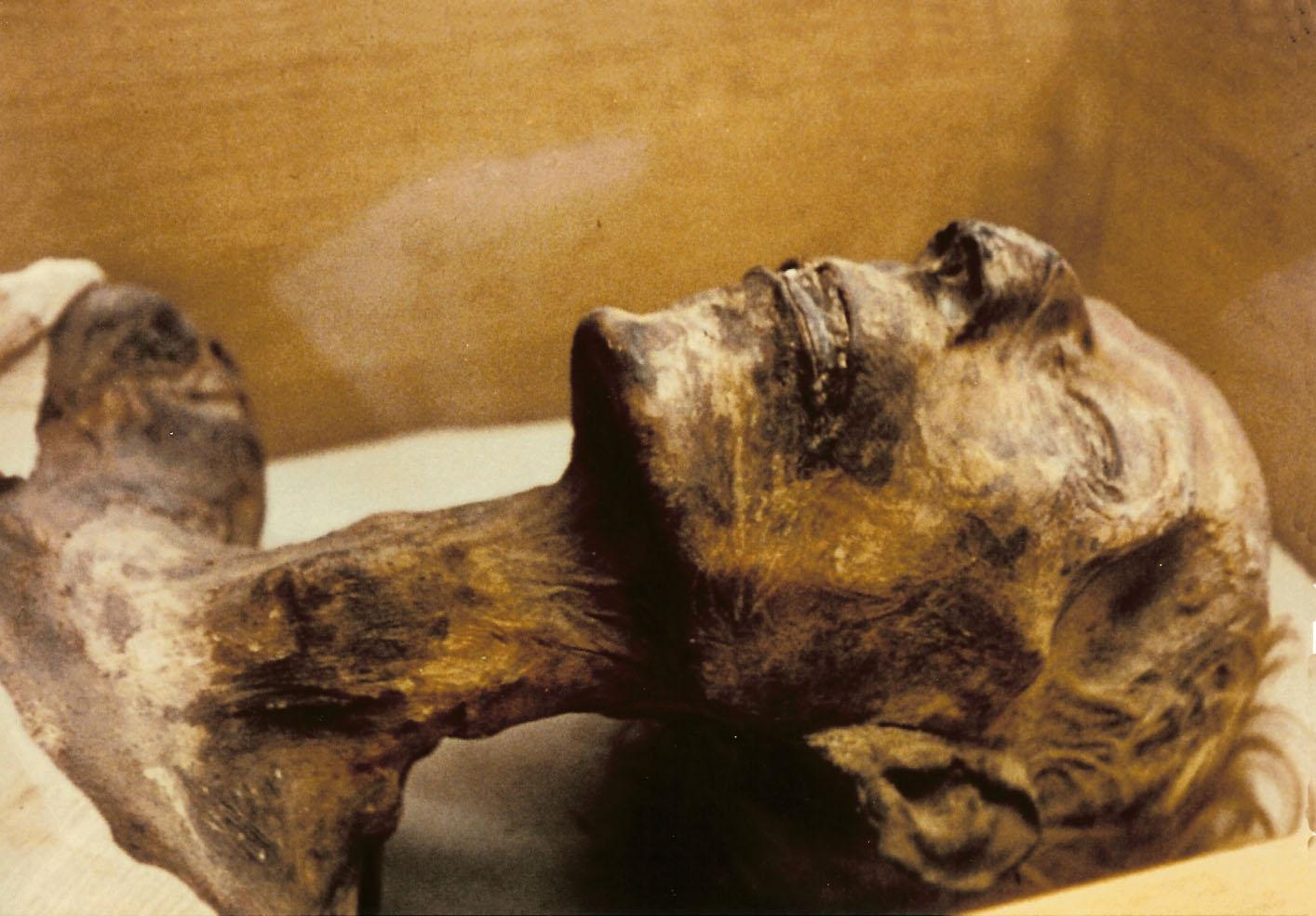
La mòmia de Ramsés II

S'han trobat restes de coca i nicotina en algunes mòmies egípcies i això ha donat peu a l'especulació que els antics egipcis podrien haver contactat amb el Nou món. El descobriment inicial, el va fer una toxicòloga alemanya, Svetlana Balabanova, després d'examinar la mòmia d'una sacerdotessa anomenada Henut Taui. Les proves de seguiment de l'eix del cabell, realitzades per descartar la contaminació, van donar els mateixos resultats.
Un programa de televisió informà que l'examen de moltes mòmies sudaneses preses per Balabanova reflectien el que s'havia trobat en la mòmia d'Henut Taui. Balabanova suggerí que es podria considerar que el tabac era conegut a la Xina i a Europa. Balabanova proposà que aquestes plantes es desenvoluparen independentment, però que des d'aleshores s'han extingit. Altres explicacions inclouen el frau, encara que el comissari Alfred Grimm del Museu Egipci de Múnic ho rebutja. Escèptica amb les troballes de Balabanova, Rosalie David, conservadora d'egiptologia del Museu de Manchester, tenia proves similars dutes a terme a partir de mostres de la col·lecció de mòmies de Manchester i informà que dues de les mostres de teixit i una mostra de cabell havien donat positiu en nicotina. Fonts de nicotina a part del tabac i fonts de cocaïna al Vell món són qüestionades pel biòleg britànic Duncan Edlin.
El corrent principal acadèmic s'hi manté escèptic, i no veu això com una prova d'antics contactes entre Àfrica i les Amèriques, especialment perquè podria haver-hi altres fonts al Vell món. Dos intents de replicar la cocaïna de les troballes de Balabanova fallaren, suggerint que "o bé Balabanova i els seus associats estan mal interpretant els resultats o les mostres de mòmies analitzades per ells havien estat misteriosament exposades a la cocaïna."
Un nou examen de la mòmia de Ramsès II en la dècada del 1970 revelà fragments de fulles de tabac a l'abdomen. Això s'ha convertit en un tema popular en el camp de la literatura marginal i els mitjans de comunicació i era vist com una prova de contacte entre l'Antic Egipte i el Nou món. L'investigador Maurice Bucaille assenyalà que quan la mòmia fou desembolicada el 1886 l'abdomen estava obert i que ""ja no era possible donar importància a la presència dins la cavitat abdominal de qualsevol material que s'hi trobés, ja que el material podria haver vingut de l'entorn." Després de la renovada discussió del tabac provocada per la investigació de Balabanova i la seva menció en una publicació de Rosalie David de 2000, un estudi de la revista Antiquity suggereix que els informes sobre tabac i cocaïna en les mòmies "ignoraven les seves històries postexcavació" i apuntaven que la mòmia de Ramsès II s'havia mogut cinc vegades entre 1883 i 1975.

### Trobada d'ADN islandès
El 2010 Sigríður Sunna Ebenesersdóttir publicà un estudi genètic que apuntava que uns 350 islandesos mostraven ADN mitocontrial d'un nou tipus que n'era similar al trobat només entre poblacions nadiues americanes i d'Àsia Oriental. Utilitzant la base de dades DeCODE genetics, Sigríður Sunna determinà que l'ADN va entrar en la població islandesa no més tard del 1700 i probablement uns segles abans. Tanmateix Sigríður Sunna també establí que "...mentre que l'origen nadiu americà sembla tenir més possibilitats d'[aquest nou haplogrup], no se'n pot descartar un origen asiàtic o europeu".

### Llegendes i sagues nòrdiques

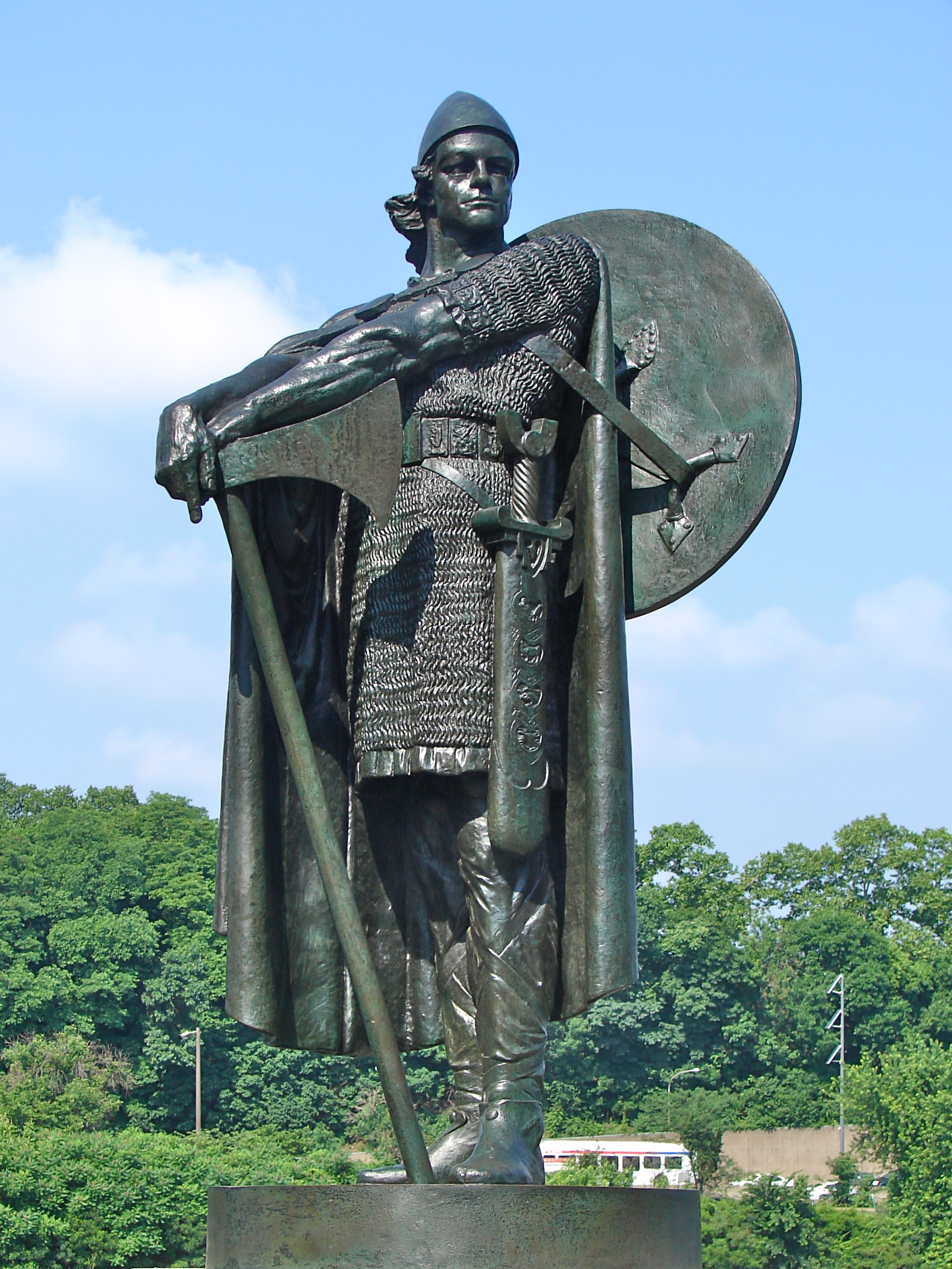
Estàtua de Thorfinn Karlsefni

El 1009 algunes llegendes afirmaven que l'explorador nòrdic Thorfinn Karlsefni havia segrestat dos infants de Markland, una zona del continent nord-americà que els exploradors nòrdics havien visitat sense instal·lar-s'hi. Els dos nens foren portats a Groenlàndia, on els batejaren i aprengueren a parlar nòrdic.
El 1420 el geògraf danès Claudius Clavus Swart escrigué que ell personalment havia vist "pigmeus" de Groenlàndia que foren capturats pels nòrdics en un petit vaixell de pell. El seu vaixell fou penjat a la catedral de Nidaros a Trondheim, juntament amb un altre vaixell llarg també pres als "pigmeus". La descripció de Clavus Swart s'ajusta als inuit i dos dels seus tipus d'embarcacions, el caiac i l'umiak. De manera semblant, el capellà suec Olaus Magnus escrigué el 1505 que havia vist a la catedral d'Oslo dos vaixells de pell presos dues dècades anteriors. Segons Olaus, els vaixells foren capturats per pirates de Groenlàndia per un dels Haakons, que situarien l'esdeveniment al s. XIV.
En la biografia de Cristòfor Colom feta pel seu fill Ferran Colom diu que el 1477 el seu pare va veure a Galway, Irlanda, dos cossos morts que havien arribat a terra en barca. Els cossos i la barca eren d'aparença exòtica, i s'ha suggerit que havien estat inuit que havien navegat a la deriva.

### Inuit
S'ha suggerit que els nòrdics van portar indígenes a Europa com a esclaus en els segles següents, perquè sabien que havien pres esclaus escocesos i irlandesos.
També hi ha evidències d'inuits que arriben a Europa pel seu propi poder o com a captius després de 1492. Un important cos de folklore inuit de Groenlàndia recollit per primera vegada al segle xix parla de viatges en barca a Akilineq, aquí representat com un país ric, a través de l'oceà.
Els contactes precolombins entre Alaska i Kamtxatka pel subàrtic, per les Illes Aleutianes, podria haver estat concebible, però les dues onades d'assentaments en aquest arxipèlag van començar a la part nord-americana i la seva continuació occidental, les Illes del Comandant, van romandre deshabitades fins que exploradors russos hi trobaren els aleuts el 1741. No hi ha evidències genètiques o lingüístiques d'aquest contacte al llarg d'aquesta ruta.

## Suposats contactes religiosos

### Especulacions delseglexvii
El 1650 un predicador britànic de Norfolk, Thomas Thorowgood, publicà Jewes in America or Probabilities that the Americans are of that Race, per la societat missionera de Nova Anglaterra. Tudor Parfitt hi escriu:
| « | La societat era activa a l'hora d'intentar convertir els indis, però sospitava que podrien ser jueus i intentaven estar millor preparats per a una tasca àrdua. El tracte de Thorowgood argumentava que la població nativa d'Amèrica del Nord era descendent de les deu tribus perdudes. | » |

El 1652 sir Hamon L'Estrange, un autor anglès que escrivia sobre història i teologia, publicà Americans no Jews, or improbabilities that the Americans are of that Race en resposta al tractat de Thorowgood. En resposta a L'Estrange, Thorowgood publicà una segona edició del seu llibre el 1660 amb un títol revisat i un pròleg escrit per John Eliot, un missioner purità que havia traduït la Bíblia a una llengua índia.

### Ensenyaments de Mormó

Estela 5 d'Izapa

El Llibre de Mormó, un text sagrat del Moviment dels Sants dels Últims Dies publicat pel seu fundador Joseph Smith Jr. el 1830 a l'edat de vint-i-quatre anys, afirma que alguns antics habitants del Nou món són descendents de pobles semites que navegaven des del Vell món. Alguns grups mormònics com la Fundació per a la Investigació Antiga i els Estudis Mormons intenten estudiar i expandir aquestes idees. El consens científic rebutja aquestes afirmacions.
La National Geographic Society, en una carta de 1998 a l'Institute for Religious Research, va declarar: "Els arqueòlegs i altres estudiosos han analitzat durant molt temps el passat de l'hemisferi i la societat no té coneixement de cap troballa en què s'hagi fonamentat el Llibre de Mormó."
Alguns experts de l'Església mormona sostenen l'opinió que l'estudi arqueològic del Llibre de Mormó no significa reivindicar la seva narrativa literària. Per exemple, Terryl Givens, professor d'anglès de la Universitat de Richmond, assenyala que hi ha una manca de rigor històric en el Llibre de Mormó en relació amb el coneixement arqueològic modern.
En la dècada de 1950, el professor M. Wells Jakeman va popularitzar la creença que l'Estela 5 d'Izapa representava la visió de l'arbre de la vida dels profetes del Llibre de Mormó Lehi i Nephi, i era una validació de la historicitat de les reivindicacions d'assentament precolombí a les Amèriques. S'han discutit les seves interpretacions de la talla i la seva connexió amb el contacte precolombí. Des d'aleshores, els estudiosos del Llibre de Mormó s'ha centrat en els paral·lelismes culturals més que en fonts poc fidedignes.